# مركبة الإخلاء الطبي إم-1133
مركبة الإخلاء الطبي (MEV) هي مركبة يتم تخصيصها في الجيش الأمريكي من محطة مساعدة الكتيبة للوحدات بحجم الكتيبة، وهي مخصصة لكل عنصر من عناصر الوحدة بحجم الفرقة وتوفر العلاج للإصابات الخطيرة والحالات الحرجة.

## وصف
إن دعم الإخلاء الطبي المتكامل جزء لا يتجزأ من تشكيل القتال المتقدم المتصل بالإنترنت، الذي يساعد المُسعف المرافق لجندي المشاة أثناء عملية إنتشال المصاب. يمكن لمركبة الإخلاء الطبي وطاقمها التحرك للأمام، تحت غطاء من النيران التي توفر الحماية للمصاب والفريق الطبي.

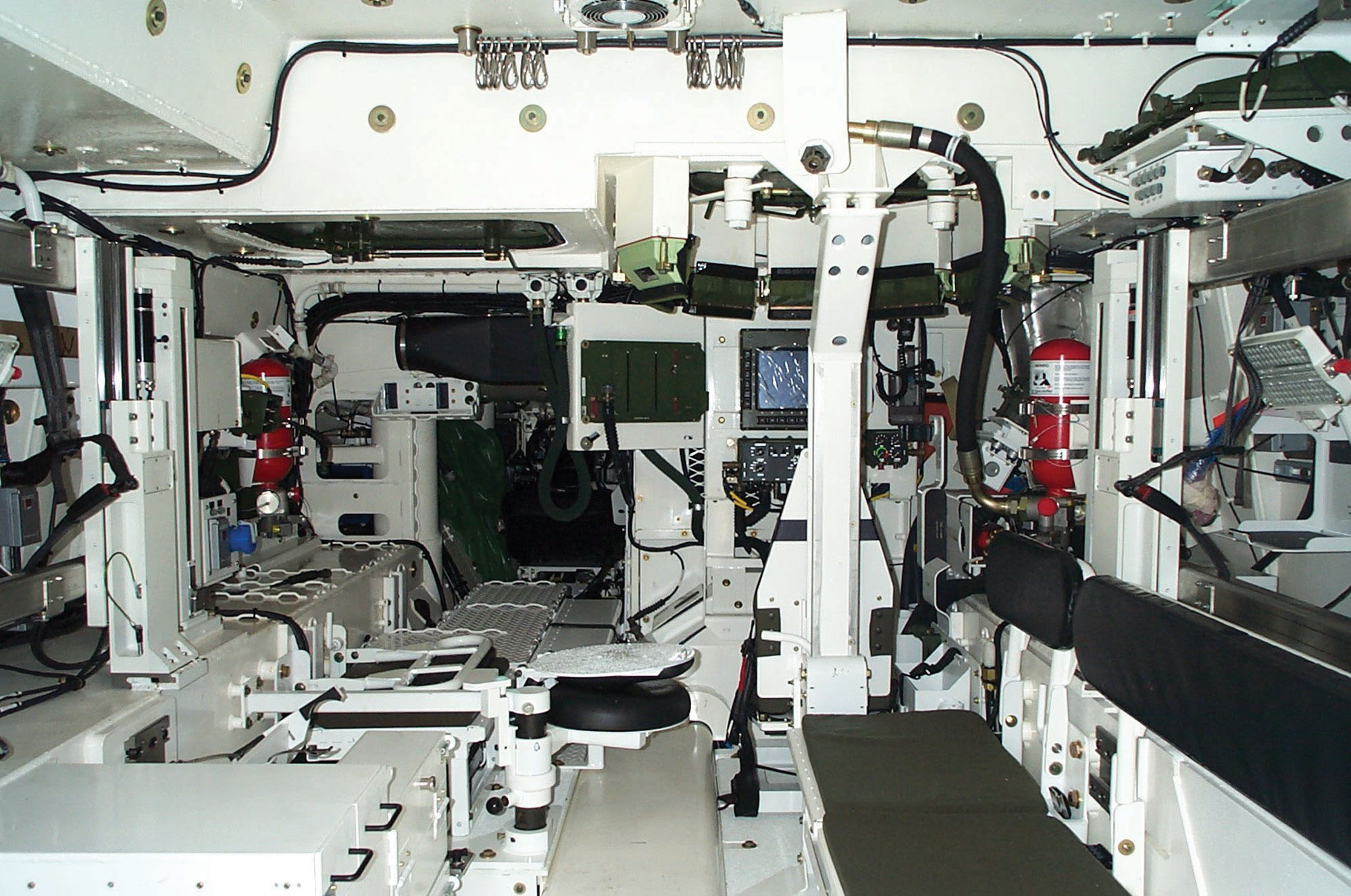
منظر داخلي لمركبة الإجلاء.